# Air Canada
Air Canada er et canadisk flyselskab hjemmehørende i Montreal og er et af de oprindelige medlemmer af Star Alliance. 
Selskabet blev stiftet i 1937 som et datterselskab af Canadian National Railway under navnet Trans-Canada Airlines. Den første flyvning gik fra Vancouver til Seattle med ikke mindre end 2 passagerer og lidt post. I 1965 skiftede selskabet navn til det nuværende, Air Canada, og siden 1989 har det været fuldstændigt privatiseret. I de seneste år har Air Canada været i store økonomiske problemer og var i betalingsstandsning i 19 måneder i 2003/04. 

## Flyflåde
Air Canada opererer følgende:
(Airbus)
44 A319
42 A320
8 A330-300
11 A340-300 og -500
(Boeing)
44 Boeing 767
(Embraer)
15 Embraer 170/175
18 Embraer 190/195